# باكوغان
باكوجان 'باكوغان باتل برولرز' (بالإنجليزية: Bakugan Battle Brawlers‎؛ باليابانية: 爆丸 バトルブローラーズ) هي سلسلة أنمي يابانية عرضت من 2007 إلى 2012 تمت دبلجة هذه السلسلة من قبل مركز زهرة ثم الأخير في آي، پي، إيچ قد تم تدقيق الترجمة في ايمدج برودكشن هاوس وبالأسماء الحقيقية. تاريخ اختراع اللعبة هو سقوط أوراق من ڤيسترويا. الشخصيات دان كوسو أو دانيال كوسو ((باليابانية: 空操弾馬) كوسو دانما) بطل المسلسل والباكوغان بل عاشقها ومالك دراغو ويليه ماروچو ماروكورا ((باليابانية: 丸蔵兆治) ماروكورا چوجي) الصديق الوفي والمحتل المركز الثالث. ثم شون كازامي ((باليابانية: 風見駿) كازامي شون) غير سعيد بأسلوب دان لدرجة غضبه منه وممارس النينجا ومحتل المركز الثالث. المفهوم أن مسموح يلعب 2 لاعب ثم يرميان بطاقة مبارزة ثم الباكوجان ثم يفعل الطاقة. للأسف نادرًا ما يحبها الأطفال. ولكن السبب يعود إلى تقديم الجزء بصوت دان(لكن في اليابان يقدمون أغنية في البداية والنهاية) ثم تقديم الحلقة القادمة. تكاثر عدد المشاهدون في الجزء الرابع ميكتانيوم سورج الجزء الثاني بسبب كبر الأبطال بل ورجاحة عقولهم فقد أصبحوا ماهرين في اللعبة. مؤدوا الأصوات لبطل البرنامج الشهير دان كوسو: يو كوباياشي باليابانية، سكوت ماكورد بالإنجليزية (كندا)، عبدو حكيم بالعربية (لبنان).

## الأصوات العربية

### نسخةمركز الزهرة

#### الجزء الأول
- الممثلون:
  - لمى الشمندي - واثق
  - سمر كوكش - روعة، جمال
  - أميرة حذيفي - لميس، ام واثق، تايغريرا، شيماء
  - لينا ضوا - جمانة، مؤيد، أمجد، شادي
  - نور بصمه جي - مهند
  - نضال حمادي - المقنع
  - خلدون قاروط - الدكتور ماهر، بريس، والد مهند
  - شاهيناز سليم
  - رائفة أحمد - بارز
  - إياس أبو غزالة - سعدون (الصوت الثاني)، شاكر
  - سراب عباس
  - آمال سعد الدين - لينا
  - محمد خير أبو حسون - دراغو، والد واثق، خلدون
  - زياد الرفاعي - كمال (غير مدرج)
  - رأفت بازو - سعدون (الصوت الأول)

#### الجزء الثاني
- الممثلون:
  - لمى الشمندي - واثق
  - سمر كوكش - روعة، بيروز
  - أميرة حذيفي - لميس، ام واثق، شيماء، غاس
  - لينا ضوا - جمانة، لينك
  - رغدة الخطيب - مهند، إيس
  - محمد خير أبو حسون - دراغو، والد واثق، فولت، زينوهيلد
  - نضال حمادي - المقنع
  - رائد مشرف - شادو
  - سوسن أبو الخير - ميرا، مايلين
  - جنان بكر (مدرجة باسم جيان بكر)
  - نادين بدرة
  - غدير الشعشاع (مدرجة باسم غدير شعشاع)
  - هزار سليمان
  - مهجة الشيخ - هيدرون
  - سارة سكر - ميرا
  - سعد لوستان واكمله جيان بكر - سبيكترا
  - عادل أبو حسون - سبيكترا (غير مدرج)
  - فاطمة سعد - هيدرون (غير مدرج)
  - خلدون قاروط - الدكتور ماهر (غير مدرج)

#### الجزء الثالث
- الممثلون:
  - لمى الشمندي - واثق
  - سمر كوكش - رين
  - رغدة الخطيب - مهند، إيس
  - حنان شقير - زينيت، كازارينا
  - محمد خير أبو حسون - دراغو، باروديوس
  - لينا ضوا - جمانة، لينا
  - خلدون قاروط - جيك، نيرزاك
  - إياس أبو غزالة - سعدون، جيل
  - سارة سكر - فابيا
  - طالب الرفاعي - سيد، جيسي، ايلرايت، ستوكا
  - جنان بكر (مدرجة باسم جيان بكر)
  - افين شاهين
  - ندى محمد
  - رائد مشرف - لاينوس (غير مدرج)

### نسخةإيمدج برودكشن هاوس

#### الجزء الرابع
الأصوات:
- عبدو حكيم - دان كوسو (غير مدرج)
- شربل أيوب
- جمال حمدان
- داني بستاني
- زينة ضاهر
- ماريا أسود
- فادي الرفاعي
- روزي اليازجي
- خالد السيد
- إيمان بيطار
- أسمهان بيطار
- حسان حمدان
- جمال حمدان
- حسن حمدان
- عماد فغالي
- شادي شمص
- رنا الرفاعي
- جيهان الملا
- رانيا مروة
- ريتشارد ياني
- جورج طويل
- لمى الشمندي
- سيلفانا فلفلة
- سيلينا شويري
- ريم الصعيدي
- زياد منذر
- توفيق شهاب
- نسرين مسعود
- حسن مهدي

## الحلقات

### الجزء الرابع
1. المواجهة الحاسمة ("Interspace Showdown")
2. العراك مع ميكتوغان ("Mechtogan Mayhem")
3. فقدان التواصل ("Disconnect")
4. الوقوع في الخطأ ("Fall From Grace")
5. القضاء على الإعصار الثلاثي! ("Tri-Twister Take Down")
6. عذاب الهزيمة ("Agony of Defeat")
7. انفجار الباكو نانو ("BakuNano Explosion")
8. العودة إلى نيو فيسترويا ("Return to New Vestroia")
9. التحكم بالفوضى ("Chaos Control")
10. المعركة الدامية ("A Royale Pain")
11. عودة الانسجام ("Back in Sync")
12. البحث في العقل ("Mind Search")
13. إعادة الإتصال ("Reconnection")
14. التهديد الثلاثي ("Triple Threat")
15. الفضاء الداخلي تحت الحصار ("Interspace Under Siege")
16. عودة البطل ("A Hero Returns")
17. الهجوم على غنداليا ("Gundalia Under Fire")
18. خطوط المعركة ("Battle Lines")
19. تحرير بوابة باكوغان ("Unlocking the Gate")
20. سقط القناع ("True Colors")
21. الجميلة الخطرة! ("Dangerous Beauty")
22. الأمور العالقة! ("Unfinished Business")
23. خلف القناع ("Behind the Mask")
24. معركة الفلك! ("Interspace Armageddon")
25. القمر المظلم ("Dark Moon")
26. الهزيمة الأخيرة! ("The Final Takedown")